# UFC Fight Night: Nelson vs. Story
UFC Fight Night: Nelson vs. Story (también conocido como UFC Fight Night 53) fue un evento de artes marciales mixtas celebrado por Ultimate Fighting Championship el 4 de octubre de 2014 en el Ericsson Globe Arena en Estocolmo, Suecia.

## Historia
Esté evento fue el tercero que la UFC ha celebrado en Estocolmo, Suecia, tras UFC on Fuel TV: Gustafsson vs. Silva que tuvo lugar en 2012 y UFC on Fuel TV: Mousasi vs. Latifi en 2013.
El evento estuvo encabezado por un combate de peso wélter entre Gunnar Nelson y Rick Story.
Amir Sadollah estaba programado para enfrentarse a Nicholas Musoke en el evento. Sin embargo, Sadollah fue retirado de su combate con Musoke para enfrentarse a Yoshihiro Akiyama el 20 de septiembre de 2014 en UFC Fight Night 52. Musoke ahora se enfrentará a Alexander Yakovlev.
Se esperaba que Akira Corassani se enfrentara a Chan-Sung Jung en el evento. Sin embargo, Jung se retiró de la pelea citando una lesión en el hombro y fue reemplazado por Max Holloway.

## Premios extra
Cada peleador recibió un bono de $50,000.
- Pelea de la Noche: Dennis Siver vs. Charles Rosa
- Actuación de la Noche: Max Holloway y Mike Wilkinson